# 2007 McCuskey
2007 McCuskey este un asteroid din centura principală, descoperit pe 22 septembrie 1963 de Goethe Link Obs..